# Дретељ
Дретељ је насељено мјесто у Босни и Херцеговини у граду Чапљина које административно припада Федерацији Босне и Херцеговине. Према попису становништва из 1991. у насељу је живјело 558 становника.

## Историја
У селу су 1920-тих одлучили да не држе козе, јер су чиниле штету шуми, виноградима и воћњацима, дакле пре послератне одлуке о забрани држања коза. Тако су одгајили шуму на Градини изнад села. За ову шуму им је уступљено земљиште у Граховцу поред Неретве, где су засадили тополе, чија им је сеча 1960-тих доносила приходе.
У насељу је у периоду од 1991. до 1994. постојао логор Дретељ.

## Становништво
| Демографија | Демографија | Демографија |
| Година      | Становника  | Становника  |
| ----------- | ----------- | ----------- |
| 1991.       | 558         |             |